# Theo Meier (Politiker)
Theo Meier, vollständiger Name Theophil Albert Meier, auch Meier-Peter (* 21. Juni 1919 in Basel; † 30. Mai 2010 in Lausen BL), heimatberechtigt in Bachenbülach sowie Lausen BL, war ein Schweizer Politiker (FDP).

## Leben
Theo Meier, Sohn des Kaufmanns Gottlieb Meier und der Margrit geborene Rohr, maturierte 1938 an der Kantonalen Handelsschule Basel, bevor er ein Studium der Wirtschaftswissenschaften an der Universität Basel aufnahm, das er 1949 mit einer Dissertation über das Thema «Das Handwerk im Kanton Basel-Landschaft» – veröffentlicht 1950 in der Reihe «Basler betriebswirtschaftliche Studien» – abschloss.
Beruflich war er von 1954 bis 1967 als Personalchef und Leiter des Hauptsitzes Liestal der Basellandschaftlichen Kantonalbank tätig. Theo Meier – er heiratete 1948 Louise geborene Peter – verstarb am 30. Mai 2010 wenige Wochen vor Vollendung seines 91. Lebensjahres in Lausen BL.

## Politischer Werdegang
Theo Meier – er trat der FDP bei – vertrat seine Partei zunächst von 1947 bis 1967 im Landrat, den er zwischen 1960 und 1961 auch präsidierte. 1967 erfolgte seine Wahl in den Regierungsrat des Kantons Basel-Landschaft, dem er bis 1983 angehörte. Dort stand er der Finanz- und Kirchendirektion vor. Während seiner Amtszeit wurde 1974 die Totalrevision des Steuergesetzes und 1978 jene des Beamtengesetzes sowie die Ausarbeitung eines neuen Kirchen- und eines Finanzhaushaltsgesetzes umgesetzt.
Darüber hinaus initiierte und leitete Meier Seminare für schweizerische Regierungsräte und amtierte als Präsident der Stiftung Bibliotheca Afghanica des Afghanistan-Instituts in Liestal.